# 库努斯塔拉
库努斯塔拉（Kunustara），是印度西孟加拉邦Barddhaman县的一个城镇。总人口5416（2001年）。

## 人口
该地2001年总人口5416人，其中男性3022人，女性2394人；0—6岁人口685人，其中男335人，女350人；识字率67.36%，其中男性为77.27%，女性为54.85%。